# Marokko ved sommer-OL 2012
Marokko  deltog ved Sommer-OL 2012 i London som blev arrangeret i perioden 27. juli til 12. august 2012.

## Medaljer
| 2012 London | Guld | Sølv | Bronze | Total |
| Marokko     | 0    | 0    | 1      | 1     |

### Medaljevinderne
| Marokko under sommer-OL 2012 i London | Marokko under sommer-OL 2012 i London | Marokko under sommer-OL 2012 i London | Marokko under sommer-OL 2012 i London | Marokko under sommer-OL 2012 i London |
| Medalje                               | Navn                                  | Sport                                 | Event                                 | Dato                                  |
| ------------------------------------- | ------------------------------------- | ------------------------------------- | ------------------------------------- | ------------------------------------- |
| Bronze                                | Abdalaati Iguider                     | Atletik                               | Mændenes 1500 meter                   | 7 August                              |